# Benín en los Juegos Paralímpicos de Londres 2012
Benín estuvo representado en los Juegos Paralímpicos de Londres 2012 por un deportista masculino. El equipo paralímpico beninés no obtuvo ninguna medalla en estos Juegos.